# Chorthippus kusnetzovi
Chorthippus kusnetzovi är en insektsart som beskrevs av Bei-bienko 1949. Chorthippus kusnetzovi ingår i släktet Chorthippus och familjen gräshoppor. Inga underarter finns listade i Catalogue of Life.